# Mangan(III) fluoride
Mangan(III) fluoride (còn gọi là mangan trifluoride) là một hợp chất vô cơ có công thức hóa học MnF3. Chất rắn đỏ tím này rất hữu ích để chuyển đổi hydrocarbon thành fluorocacbon, nghĩa là nó là một chất fluor hóa. Nó cũng tạo thành hydrat.

## Điều chế và phản ứng
MnF3 có thể được điều chế bằng cách xử lý dung dịch MnF2 trong hydro fluoride với fluor:
2MnF2 + F2 → 2MnF3
Nó cũng có thể được điều chế bằng phản ứng của nguyên tố fluor với một mangan(II) halide ở nhiệt độ khoảng 250 ℃.
Trihydrat MnF3·3H2O có thể được điều chế bằng cách cho mangan(III) oxide tác dụng với acid fluorhydric và kết tinh; hoặc khử kali pemanganat bằng muối mangan(II) với sự xuất hiện của acid fluorhydric. Nó tan trong nước lạnh mà không bị phân hủy, ổn định kể cả khi trong nước nóng với sự xuất hiện của acid fluorhydric. Trong khi đó, muối khan bị phân hủy trong nước từ từ tạo ra MnF2, MnO2·xH2O và HF ở thể khí.
MnF3 phản ứng với muối fluoride để tạo ra anion hexafluoromanganat(III):
3NaF + MnF3 → Na3MnF6
Các điều kiện phản ứng khác cho các hợp chất có chứa anion MnF2−
5 hoặc MnF−
4. Các anion này là cấu trúc chuỗi và lớp, tương ứng, với cầu fluorin.
Mangan(III) fluoride hữu cơ bao gồm hydrocarbon thơm, cychlorbuten và fulleren.
Khi nung, mangan(III) fluoride phân hủy thành mangan(II) fluoride.

## Hợp chất liên quan
Các hợp chất mangan(III) khác gồm có mangan(III) acetat (CAS# 993-02-2), mangan(III) acetylacetonat (CAS# 14284-89-0). Cả hai đều được sử dụng làm chất oxy hóa trong tổng hợp hữu cơ. MnF3 là acid Lewis và hình thành một loạt các dẫn xuất, ví dụ là K2MnF3SO4 và K2MnF5.

## An toàn
Cũng giống như các hợp chất fluoride vô cơ khác, MnF3 khan nên được lưu trữ trong chai polyetylen và tránh tiếp xúc với da hoặc bất kỳ khu vực ẩm khác do sự hình thành acid fluorhydric khi thủy phân.